# Aminoacétonitrile
L'aminoacétonitrile est un composé organique de formule chimique H2N–CH2–C≡N. Aux conditions normales de température et de pression, il se présente sous la forme d'un liquide incolore. Il est distribué commercialement sous forme de sels de chlorure Cl− et de sulfate SO42−.
L'aminoacétonitrile est une molécule à 8 atomes détectée en 2008 dans Sagittarius B2, un nuage moléculaire géant situé près du centre de la Voie lactée. Il peut être obtenu au laboratoire à travers une synthèse de Strecker impliquant du méthanal  H2CO (aussi appelé formaldéhyde), du cyanure d'hydrogène HCN et de l'ammoniac NH3 :
H2CO + HCN + NH3 → NH2CH2CN + H2O.
Il donne de la glycine par hydrolyse et élimination d'une molécule d'ammoniac :

Formation de glycine par hydrolyse de l'aminoacétonitrile.

À ce titre, la présence d'aminoacétonitrile dans le milieu interstellaire plaide en faveur de la présence également de glycine, qui n'a cependant pas été formellement détectée,.